# 國東半島

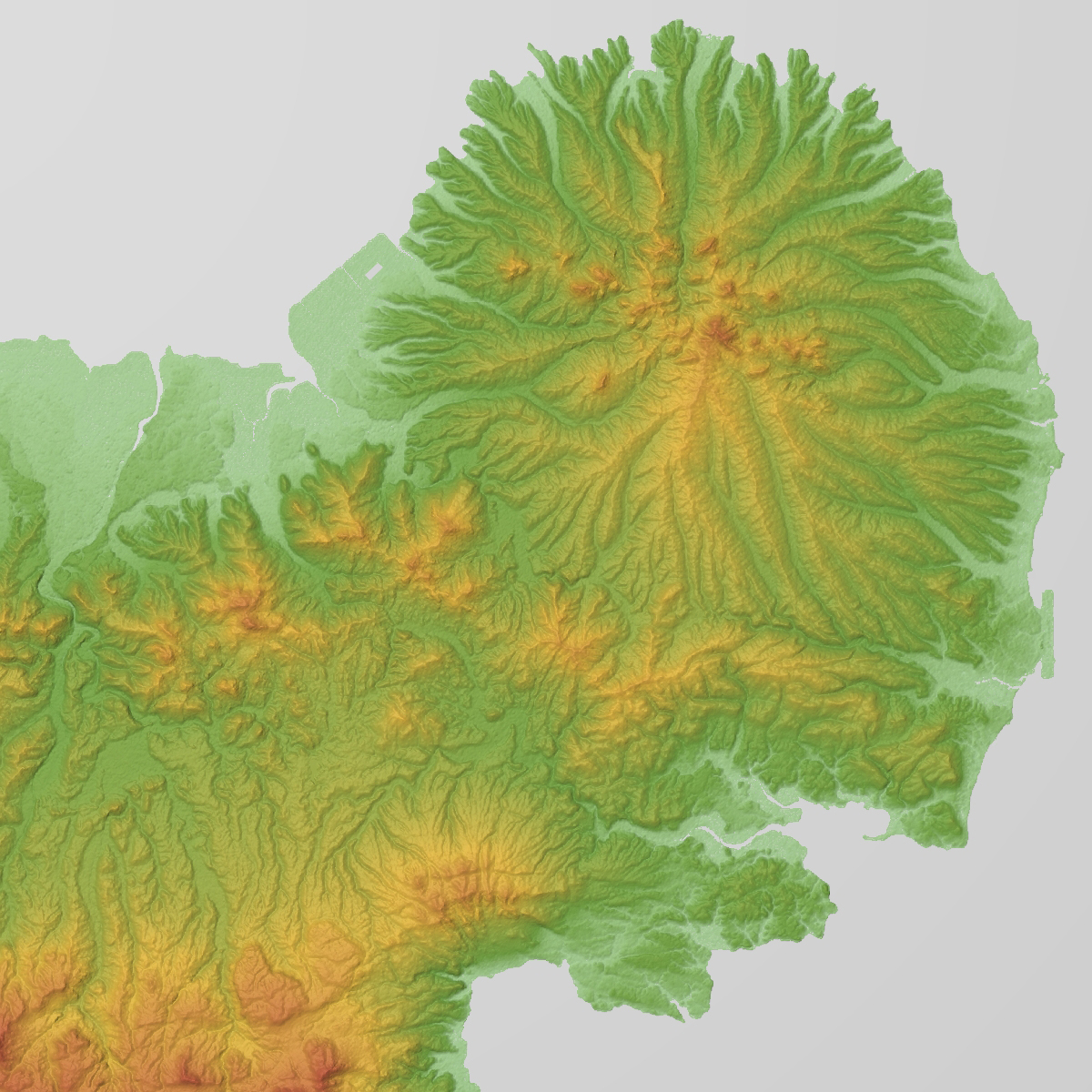
國東半島

國東半島（日语：／ Kunisaki hantō */?）為日本大分縣東北部的半島。

## 地理
位于大分縣東北部，南側為別府灣、東側為伊予灘、北側為周防灘。

## 半島内的自治体
- 豐後高田市
- 國東市
- 杵築市
- 速見郡
  - 日出町

33°30′N 131°36′E / 33.5°N 131.6°E